# Marília Quizelete
Marília Jacinta José Quizelete (née le 3 juin 1997), est une joueuse angolaise de handball évoluant au poste de demi-centre à l'Atlético Petróleos de Luanda ainsi qu'en équipe d'Angola féminine de handball.

## Carrière
Marília Quizelete dispute le Championnat du monde jeunes féminin de handball en 2014 en Croatie ; l'Angola termine 20e sur 24 équipes. Elle participe ensuite aux Jeux olympiques de la jeunesse de 2014, terminant 5e.
Elle fait partie de la sélection angolaise remportant le Championnat d'Afrique des nations féminin de handball 2021 à Yaoundé et le Championnat d'Afrique des nations féminin de handball 2022 à Dakar.